# Tibor Pető
Tibor Pető (* 27. Dezember 1980 in Vác) ist ein ehemaliger ungarischer Ruderer, der zusammen mit Ákos Haller zweimal Weltmeister im Doppelzweier war.
Der 1,90 m große Tibor Pető ruderte erstmals im Ruder-Weltcup 1999 mit Haller im Doppelzweier, gemeinsam erruderten die beiden den fünften Platz bei den Ruder-Weltmeisterschaften 1999. Im Ruder-Weltcup 2000 erreichten die beiden Ungarn dreimal den dritten Platz. Im Finale der Olympischen Spiele 2000 platzierten sie sich erneut als Fünfte. 
2001 dominierten Haller und Pető den Weltcup mit drei Regattasiegen, bei den Ruder-Weltmeisterschaften 2001 in Luzern gewannen die Ungarn den Titel. Nach zwei Siegen in den ersten beiden Weltcupregatten 2002 unterlagen die Ungarn in München den Tschechen Milan Doleček und Ondřej Synek. Bei den Ruder-Weltmeisterschaften 2002 in Sevilla belegten die Tschechen nur den fünften Platz, die Ungarn konnten den Titelgewinn vom Vorjahr wiederholen. Beim Weltcup-Auftakt 2003 belegten Haller und Pető den sechsten Platz. Das sollte das beste Ergebnis der Saison bleiben, bei den Ruder-Weltmeisterschaften 2003 kamen die Ungarn als Sieger des B-Finales auf den siebten Platz. Im Ruder-Weltcup 2004 erreichten Haller und Pető dreimal das A-Finale und belegten einmal den fünften und zweimal den sechsten Platz. 
Bei den Olympischen Spielen 2004 war Tibor Pető nicht dabei. Ákos Haller fuhr mit Gábor Benczik auf den elften Platz. 2005 trat Tibor Pető mit Gábor Benczik an, bei den Ruder-Weltmeisterschaften 2005 ruderten die beiden auf den zwölften Platz. Im Weltcup 2006 ruderten Haller und Pető wieder zusammen im Doppelzweier und belegten bei der ersten Regatta den zweiten Platz. Nach einem vierten und einem fünften Platz in den beiden anderen Regatten entsprach Platz 13 bei den Ruder-Weltmeisterschaften 2006 nicht den Erwartungen. Nach einer noch schwächeren Saison 2007 beendete Tibor Pető seine internationale Karriere.